# Intelsat 8
Intelsat 8 (früher PanAmSat 8 oder PAS-8) ist ein Fernsehsatellit des Satellitenbetreibers PanAmSat.

## Missionsverlauf
Der Satellit wurde unter dem Namen PanAmSat 8 am 4. November 1998 an Bord einer Proton-Trägerrakete vom Kosmodrom Baikonur für die damalige PanAmSat ins All befördert. Im Jahr 2006 kaufte Intelsat die Firma PanAmSat und übernahm deren Satelliten. Daraufhin wurde PanAmSat 8 am 1. Februar 2007 in Intelsat 8 umbenannt.
Intelsat 8 wurde am 26. Dezember 2016 außer Betrieb genommen und in einen Friedhofsorbit manövriert.

## Empfang
Der Satellit kann in Ostasien, Australien sowie dem Westen der USA empfangen werden.
Die Übertragung erfolgt im C- und Ku-Band.